# ルビー・デラロサ
ルビー・カルロス・デ・ラ・ロサ・コーポラン（英: Rubby Carlos De La Rosa Corporan, 1989年3月4日 - ）は、ドミニカ共和国サントドミンゴ出身のプロ野球選手（投手）。右投右打。フリーエージェント (FA)。愛称は「デラ」。

## 経歴

### プロ入りと第1次ドジャース時代
2007年7月2日、エル・ボニート・デ・サンイシドロ高校からロサンゼルス・ドジャースとマイナー契約。
2011年5月24日にメジャー初昇格を果たし、同日のヒューストン・アストロズ戦でメジャーデビュー。2度目の登板となった27日のフロリダ・マーリンズ戦でメジャー初勝利を挙げる。6月7日のフィラデルフィア・フィリーズ戦でメジャー初先発し、5回を投げ4安打1失点4奪三振で先発初勝利を挙げる。その後は先発ローテーションに入り、最終的に13試合に登板（先発は10試合）し、4勝5敗・防御率3.71という成績を残す。しかし、このシーズン最終登板となった7月31日のアリゾナ・ダイヤモンドバックス戦にて、ミゲル・モンテロに投球した際に尺側側副靱帯が断裂し、試合終了後に故障者リスト入り。その後トミー・ジョン手術を受けた。
2012年8月21日に約1年ぶりに復帰したが、登板はこの1試合のみであった。

### レッドソックス時代
2012年10月4日、8月25日に成立したトレードの後日発表選手として、ジェリー・サンズと共にボストン・レッドソックスへ移籍した。
2013年8月3日にメジャー昇格し、6日にレッドソックスでの初登板を果たす。
2014年3月7日にレッドソックスと1年契約に合意した。2014年レギュラーシーズンは、自己最多となる19試合に登板し、うち18試合で先発として投げた。初めて100イニングをクリア、シーズン防御率を4.43とし、2011年以来3年ぶりにメジャーでの勝ち星を挙げた。

### ダイヤモンドバックス時代
2014年12月12日にウェイド・マイリーとのトレードで、アレン・ウェブスター、レイメル・フローレスと共にダイヤモンドバックスへ移籍した。

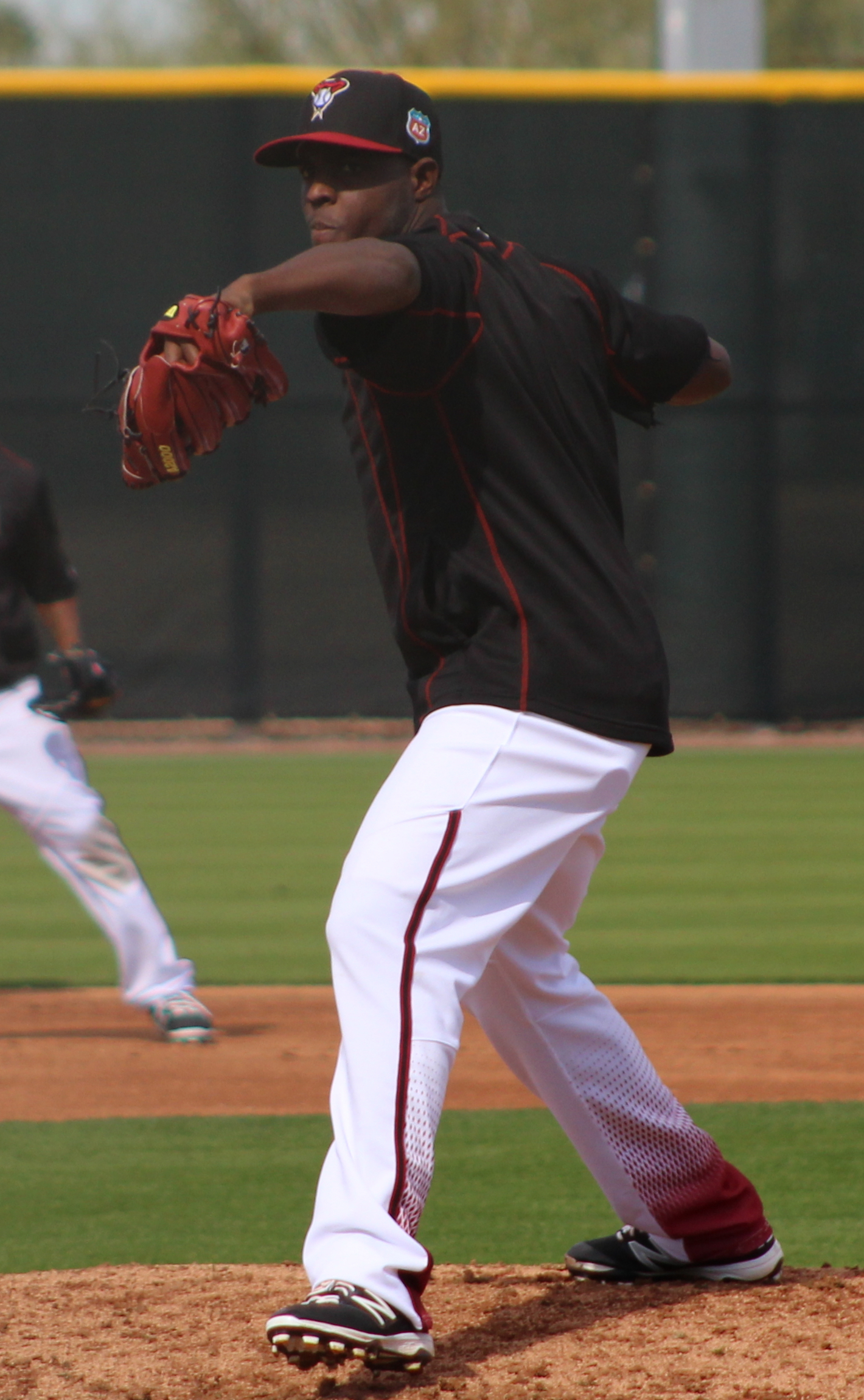
2016年

2015年は、14勝9敗。
2016年5月26日に右肘を痛め、翌27日に15日間の故障者リスト入り、7月25日に60日間の故障者リストに移行した。9月9日に復帰したが、復帰後は2試合の登板にとどまった。オフの12月2日にノンテンダーFAとなった。
2017年1月10日にダイヤモンドバックスとマイナー契約で再契約し、同年のスプリングトレーニングに招待選手として参加することになった。シーズンでは開幕を故障者リストで迎えると、5月に復帰して主にAAA級リノ・エーシズで投げた。6月23日にメジャー契約を結んでアクティブ・ロースター入りした。8月にプロ入り後2度目の右肘のトミー・ジョン手術を受ける。9月1日に自由契約となったが、11月7日に再びダイヤモンドバックスとマイナー契約を結んだ。
2018年は、マイナーで過ごす。

### 巨人時代

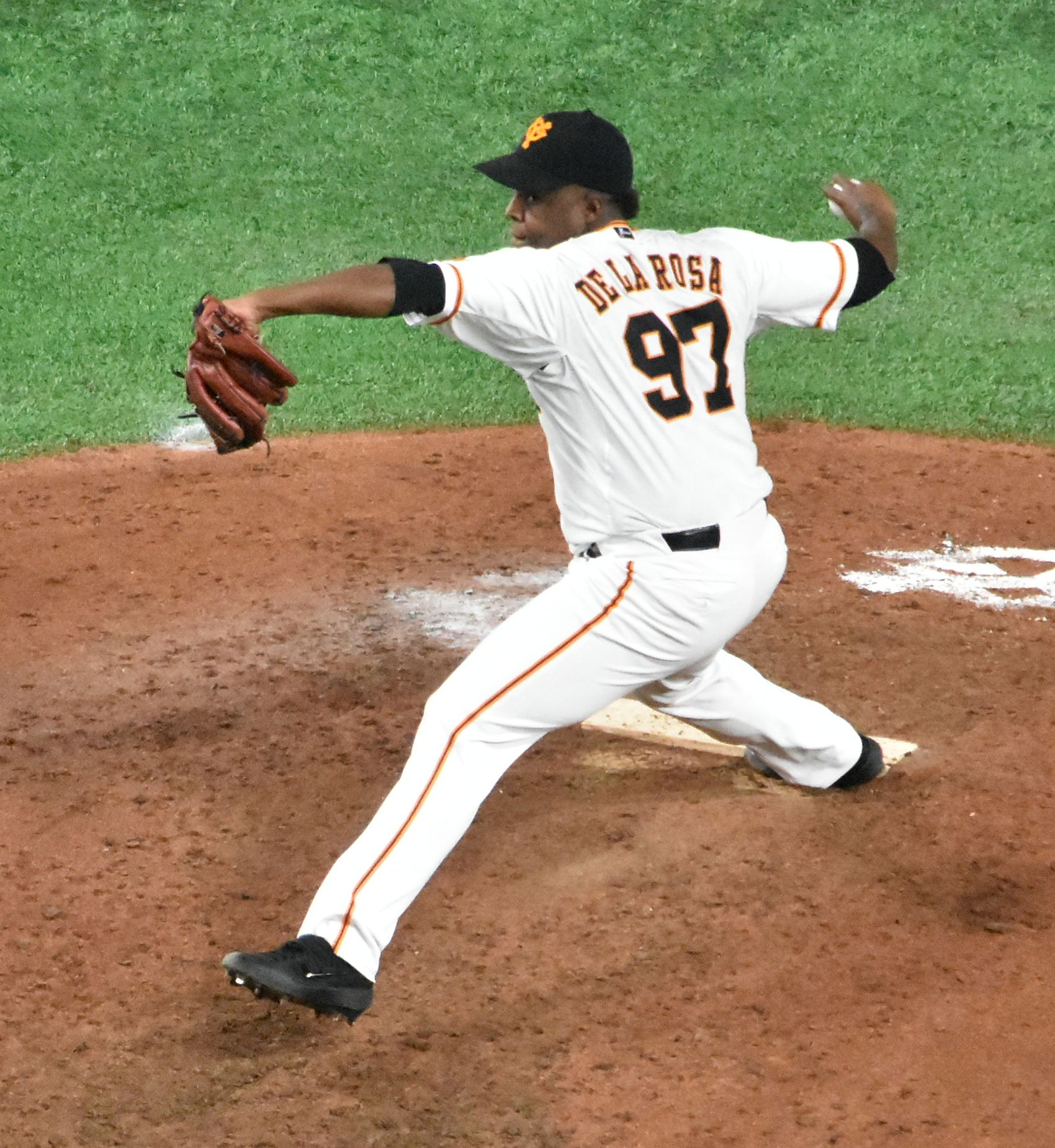
2019年

2019年6月22日に日本プロ野球の読売ジャイアンツが契約したことを発表し、同月27日に公示された。背番号97。背ネームはDE LA ROSA。シーズン終了までの契約で、推定年俸は3000万円。9月10日の横浜DeNAベイスターズ戦（横浜スタジアム）で161km/hを記録。7月末頃からは主にクローザーを任され、勝てば優勝となる9月21日の対DeNA戦（横浜スタジアム）で延長10回表に勝ち越し1点リードで迎えた10回裏に登板。三者連続三振でゲームを締めくくり自身初となる胴上げ投手となった。最終的には、26試合登板、1勝0敗8セーブ5ホールド、防御率2.25を記録。特に、投球回24に対し、32奪三振を記録した。オフに、推定年俸1億3000万円で残留することが発表され、背番号は12に変更された。「12」には愛着があるという。
2020年は左脇腹の肉離れで約1か月の離脱があったが、35試合登板、2勝0敗17セーブ5ホールド、防御率2.56を記録し、守護神としての働きを見せた。オフに、推定年俸1億6000万円で残留することが発表された。
2021年、開幕直前の3月4日に左足小指を骨折したことが発表され、開幕一軍を逃したが、3月30日の二軍戦での調整登板を経て、3月31日に一軍登録。4月1日にシーズン初登板・初セーブを果たした。4月14日までに6試合に登板し、5セーブ、防御率0.00を記録していたが、4月15日にアメリカでの市民権取得手続きで渡米するために登録を抹消された。5月3日に再来日し、自主隔離期間を経て5月21日に一軍登録・登板を果たした。12月28日に、推定年俸165万ドル（1億8150万円）で残留することが発表された。
2022年は開幕直後に不調で2軍落ちをするなど30試合のみの登板で0勝0敗1セーブ11ホールド、防御率2.30の成績だった。オフの12月2日に自由契約公示された。

### 第2次ドジャース時代
2023年2月9日にドジャースとマイナー契約を結んだ。しかし、4月14日に自由契約となった。

## 選手としての特徴・人物
最速161km/hを記録した直球に加え、変化球のスライダー、チェンジアップ、カットボール、スプリット、ツーシームなどを駆使する右腕。
7人兄弟の長男であり、弟と妹がそれぞれ3人ずついる。

## 詳細情報

### 年度別投手成績
| 年 度    | 球 団    | 登 板 | 先 発 | 完 投 | 完 封 | 無 四 球 | 勝 利 | 敗 戦 | セ 丨 ブ | ホ 丨 ル ド | 勝 率 | 打 者 | 投 球 回 | 被 安 打 | 被 本 塁 打 | 与 四 球 | 敬 遠 | 与 死 球 | 奪 三 振 | 暴 投 | ボ 丨 ク | 失 点 | 自 責 点 | 防 御 率 | W H I P |
| -------- | -------- | ----- | ----- | ----- | ----- | -------- | ----- | ----- | -------- | ----------- | ----- | ----- | -------- | -------- | ----------- | -------- | ----- | -------- | -------- | ----- | -------- | ----- | -------- | -------- | ------- |
| 2011     | LAD      | 13    | 10    | 0     | 0     | 0        | 4     | 5     | 0        | 1           | .444  | 254   | 60.2     | 54       | 6           | 31       | 3     | 0        | 60       | 3     | 0        | 26    | 25       | 3.71     | 1.40    |
| 2012     | LAD      | 1     | 0     | 0     | 0     | 0        | 0     | 0     | 0        | 0           | ----  | 4     | 0.2      | 0        | 0           | 2        | 0     | 0        | 0        | 0     | 0        | 2     | 2        | 27.00    | 3.00    |
| 2013     | BOS      | 11    | 0     | 0     | 0     | 0        | 0     | 2     | 0        | 0           | .000  | 53    | 11.1     | 15       | 2           | 2        | 0     | 3        | 6        | 1     | 0        | 7     | 7        | 5.56     | 1.50    |
| 2014     | BOS      | 19    | 18    | 0     | 0     | 0        | 4     | 8     | 0        | 0           | .333  | 441   | 101.2    | 116      | 12          | 35       | 0     | 2        | 74       | 3     | 1        | 51    | 50       | 4.43     | 1.49    |
| 2015     | ARI      | 32    | 32    | 0     | 0     | 0        | 14    | 9     | 0        | 0           | .609  | 809   | 188.2    | 193      | 32          | 63       | 3     | 4        | 150      | 2     | 2        | 103   | 98       | 4.67     | 1.36    |
| 2016     | ARI      | 13    | 10    | 0     | 0     | 0        | 4     | 5     | 0        | 0           | .444  | 222   | 50.2     | 43       | 8           | 20       | 1     | 4        | 54       | 2     | 1        | 26    | 24       | 4.26     | 1.24    |
| 2017     | ARI      | 9     | 0     | 0     | 0     | 0        | 0     | 1     | 0        | 0           | .000  | 34    | 7.2      | 7        | 2           | 4        | 1     | 0        | 12       | 0     | 1        | 4     | 4        | 4.70     | 1.44    |
| 2019     | 巨人     | 26    | 0     | 0     | 0     | 0        | 1     | 0     | 8        | 5           | 1.000 | 93    | 24.0     | 16       | 4           | 5        | 0     | 1        | 32       | 0     | 0        | 6     | 6        | 2.25     | 0.88    |
| 2020     | 巨人     | 35    | 0     | 0     | 0     | 0        | 2     | 0     | 17       | 5           | 1.000 | 132   | 31.2     | 23       | 3           | 16       | 0     | 3        | 28       | 1     | 0        | 9     | 9        | 2.56     | 1.23    |
| 2021     | 巨人     | 46    | 0     | 0     | 0     | 0        | 1     | 0     | 7        | 13          | 1.000 | 175   | 41.1     | 38       | 3           | 12       | 0     | 2        | 34       | 1     | 0        | 15    | 13       | 2.83     | 1.21    |
| 2022     | 巨人     | 30    | 0     | 0     | 0     | 0        | 0     | 0     | 1        | 11          | ----  | 108   | 27.1     | 18       | 2           | 10       | 0     | 2        | 24       | 0     | 1        | 9     | 7        | 2.30     | 1.02    |
| MLB：7年 | MLB：7年 | 98    | 70    | 0     | 0     | 0        | 26    | 30    | 0        | 1           | .464  | 1817  | 421.1    | 428      | 62          | 157      | 8     | 13       | 356      | 11    | 5        | 219   | 210      | 4.49     | 1.39    |
| NPB：4年 | NPB：4年 | 137   | 0     | 0     | 0     | 0        | 4     | 0     | 33       | 34          | 1.000 | 508   | 124.1    | 95       | 12          | 43       | 0     | 8        | 118      | 2     | 1        | 39    | 35       | 2.53     | 1.11    |

- 2022年度シーズン終了時
- 各年度の太字はリーグ最多

### 年度別守備成績
| 年 度 | 球 団 | 投手（P） | 投手（P） | 投手（P） | 投手（P） | 投手（P） | 投手（P） |
| 年 度 | 球 団 | 試 合     | 刺 殺     | 補 殺     | 失 策     | 併 殺     | 守 備 率  |
| ----- | ----- | --------- | --------- | --------- | --------- | --------- | --------- |
| 2011  | LAD   | 13        | 6         | 10        | 2         | 1         | .889      |
| 2012  | LAD   | 1         | 0         | 0         | 0         | 0         | ----      |
| 2013  | BOS   | 11        | 1         | 1         | 1         | 0         | .667      |
| 2014  | BOS   | 19        | 12        | 11        | 1         | 1         | .958      |
| 2015  | ARI   | 32        | 26        | 17        | 0         | 3         | 1.000     |
| 2016  | ARI   | 13        | 5         | 3         | 0         | 0         | 1.000     |
| 2017  | ARI   | 9         | 0         | 1         | 0         | 0         | 1.000     |
| 2019  | 巨人  | 26        | 2         | 3         | 0         | 0         | 1.000     |
| 2020  | 巨人  | 35        | 2         | 3         | 0         | 1         | 1.000     |
| 2021  | 巨人  | 46        | 5         | 3         | 0         | 0         | 1.000     |
| 2022  | 巨人  | 30        | 2         | 4         | 1         | 0         | .857      |
| MLB   | MLB   | 98        | 50        | 43        | 4         | 5         | .959      |
| NPB   | NPB   | 137       | 11        | 13        | 1         | 1         | .960      |

- 2022年度シーズン終了時
- 各年度の太字はリーグ最高

### 記録

#### NPB
初記録
投手記録
- 初登板：2019年7月15日、対東京ヤクルトスワローズ12回戦（長野オリンピックスタジアム）、7回裏に4番手で救援登板、1回無失点
- 初奪三振：同上、7回裏に廣岡大志から見逃し三振
- 初ホールド：2019年7月19日、対広島東洋カープ12回戦（MAZDA Zoom-Zoomスタジアム広島）、7回裏二死に2番手で救援登板、1/3回無失点
- 初セーブ：2019年7月30日、対広島東洋カープ15回戦（東京ドーム）、9回裏に3番手で救援登板・完了、1回無失点
- 初勝利：2019年8月9日、対東京ヤクルトスワローズ18回戦（東京ドーム）、10回表に6番手で救援登板・完了、1回無失点

打撃記録
- 初打席：2022年5月8日、対東京ヤクルトスワローズ9回戦（東京ドーム）、7回裏に梅野雄吾から二塁ゴロ

### 背番号
- 50（2011年 - 同年途中）
- 41（2011年途中 - 2012年）
- 62（2013年 - 2014年）
- 12（2015年 - 2017年、2020年 - 2022年）
- 97（2019年 - 同年終了）

### 登場曲
- 「Mera Woo」El Alfa（2021年 - ）